# Maria Clementina d'Asburgo-Lorena (principessa di Salerno)
Maria Clementina Francesca Giuseppa d'Asburgo-Lorena (Vienna, 1º marzo 1798 – Chantilly, 3 settembre 1881) è stata arciduchessa d'Austria e principessa di Salerno in seguito al suo matrimonio con Leopoldo, principe di Salerno.

## Biografia

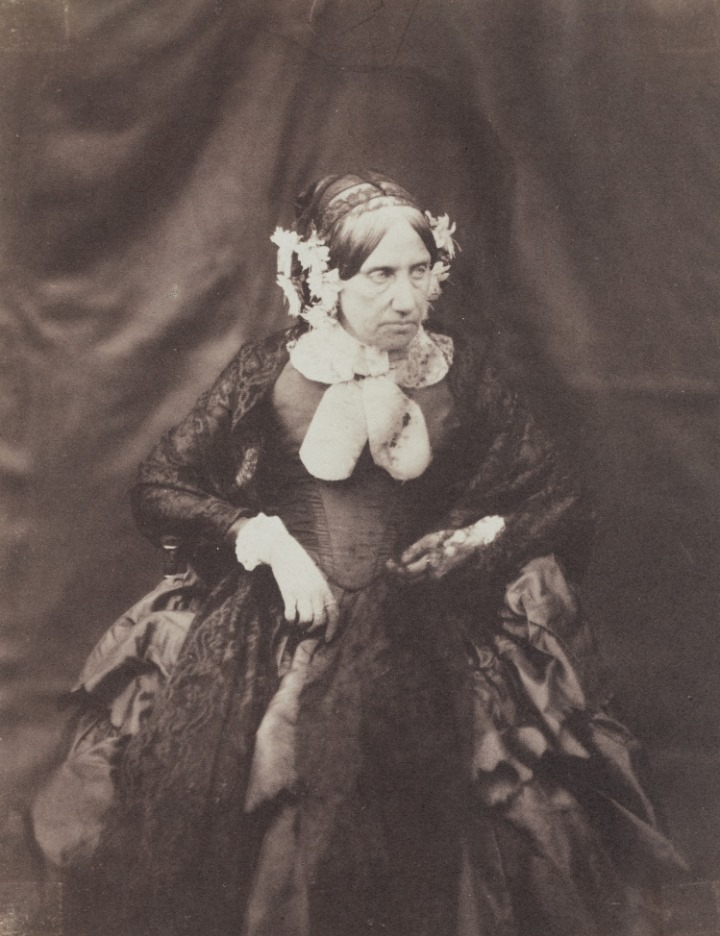
L'arciduchessa Clementina d'Austria e principessa di Salerno, in età avanzata, ritratta in una fotografia d'epoca.

Nacque al Palazzo Imperiale di Vienna; era la terza delle figlie sopravvissute dell'imperatore Francesco II d'Asburgo-Lorena (dal 1806 Francesco I d'Austria) e della sua seconda moglie, Maria Teresa di Borbone-Napoli.
Maria Clementina era una delle sorelle minori di Maria Luisa, imperatrice di Francia, Ferdinando I d'Austria, Maria Leopoldina, imperatrice del Brasile.
Era anche sorella maggiore di Maria Carolina, principessa ereditaria di Sassonia, dell'arciduca Francesco Carlo e dell'arciduchessa Maria Anna.
Attraverso sua sorella Maria Luisa era cognata di Napoleone I di Francia; attraverso Maria Leopoldina era cognata di Pietro I del Brasile; attraverso Maria Carolina era cognata di Federico Augusto II di Sassonia.
Maria Clementina sposò, il 28 luglio 1816 al castello di Schönbrunn, suo zio, il principe Leopoldo delle Due Sicilie, fratello più giovane di sua madre, ultimo figlio del re Ferdinando I delle Due Sicilie e dell'arciduchessa Maria Carolina d'Austria.
Tre dei quattro figli della coppia morirono entro il primo anno di vita: il principe Ludovico (1824-1824) e altri due bambini.

La loro unica figlia sopravvissuta, la principessa Maria Carolina Augusta (1822-1869), sposò il 25 novembre 1844, a Napoli, il primo cugino paterno Enrico d'Orléans, Duca d'Aumale (1822-1897). Enrico era il quarto (e il secondo più giovane) figlio sopravvissuto del re Luigi Filippo di Francia e di sua moglie, la principessa Maria Amalia di Borbone-Due Sicilie.
Attraverso la loro figlia, Maria Clementina e Leopoldo ebbero quattro nipoti, due dei quali raggiunsero l'età adulta. Tuttavia, nessuno di questi nipoti si sposò ed ebbe figli.
Maria Clementina morì il 3 settembre 1881 al castello di Chantilly, in Francia, residenza del genero Enrico. Aveva ottantatré anni ed era sopravvissuta a tutti i suoi discendenti. Fu sepolta nella basilica di Santa Chiara a Napoli.

## Discendenza
Maria Clementina e Leopoldo ebbero quattro figli:
- una figlia (17 ottobre 1819) morta appena nata;
- Maria Carolina Augusta (26 aprile 1822 – 6 dicembre 1869) sposò Enrico d'Orléans, Duca d'Aumale:
  - Luigi Filippo Maria Leopoldo d'Orléans, Principe di Condé (15 novembre 1845 – 24 maggio 1866);
  - Enrico Leopoldo Filippo Maria d'Orléans, Duca di Guisa (11 settembre 1847 – 10 ottobre 1847);
  - Francesco Paolo d'Orléans, Duca di Guisa (11 gennaio 1852 – 15 aprile 1852);
  - Francesco Luigi Filippo Maria d'Orléans, Duca di Guisa (5 gennaio 1854 – 25 luglio 1872).
- Ludovico Carlo (19 luglio 1824 – 7 agosto 1824) morì in tenera età;
- una figlia (5 dicembre 1829) morta appena nata.

## Ascendenza
|                                   |                     |                                        | Genitori                                      |  |  | Nonni |  |  | Bisnonni              |  |  | Trisnonni          |  |
|                                   |                     |                                        |                                               |  |  |       |  |  | Francesco I di Lorena |  |  | Leopoldo di Lorena |  |
|                                   |                     |                                        |                                               |  |  |       |  |  | Francesco I di Lorena |  |  | Leopoldo di Lorena |  |
|                                   |                     | Elisabetta Carlotta di Borbone-Orléans |                                               |  |  |       |  |  | Francesco I di Lorena |  |  |                    |  |
| Leopoldo II d'Asburgo-Lorena      |                     |                                        |                                               |  |  |       |  |  | Francesco I di Lorena |  |  |                    |  |
|                                   |                     | Maria Teresa d'Austria                 | Carlo VI d'Asburgo                            |  |  |       |  |  |                       |  |  |                    |  |
|                                   |                     | Maria Teresa d'Austria                 | Carlo VI d'Asburgo                            |  |  |       |  |  |                       |  |  |                    |  |
|                                   |                     | Maria Teresa d'Austria                 | Elisabetta Cristina di Brunswick-Wolfenbüttel |  |  |       |  |  |                       |  |  |                    |  |
| Francesco II d'Asburgo-Lorena     |                     | Maria Teresa d'Austria                 |                                               |  |  |       |  |  |                       |  |  |                    |  |
|                                   |                     | Carlo III di Spagna                    | Filippo V di Spagna                           |  |  |       |  |  |                       |  |  |                    |  |
|                                   |                     | Carlo III di Spagna                    | Filippo V di Spagna                           |  |  |       |  |  |                       |  |  |                    |  |
|                                   |                     | Carlo III di Spagna                    | Elisabetta Farnese                            |  |  |       |  |  |                       |  |  |                    |  |
| Maria Ludovica di Borbone-Spagna  |                     | Carlo III di Spagna                    |                                               |  |  |       |  |  |                       |  |  |                    |  |
|                                   |                     | Maria Amalia di Sassonia               | Augusto III di Polonia                        |  |  |       |  |  |                       |  |  |                    |  |
|                                   |                     | Maria Amalia di Sassonia               | Augusto III di Polonia                        |  |  |       |  |  |                       |  |  |                    |  |
|                                   |                     | Maria Amalia di Sassonia               | Maria Giuseppa d'Austria                      |  |  |       |  |  |                       |  |  |                    |  |
| Maria Clementina d'Asburgo-Lorena |                     | Maria Amalia di Sassonia               |                                               |  |  |       |  |  |                       |  |  |                    |  |
|                                   | Carlo III di Spagna | Filippo V di Spagna                    |                                               |  |  |       |  |  |                       |  |  |                    |  |
|                                   | Carlo III di Spagna | Filippo V di Spagna                    |                                               |  |  |       |  |  |                       |  |  |                    |  |
|                                   | Carlo III di Spagna | Elisabetta Farnese                     |                                               |  |  |       |  |  |                       |  |  |                    |  |
| Ferdinando I delle Due Sicilie    | Carlo III di Spagna |                                        |                                               |  |  |       |  |  |                       |  |  |                    |  |
|                                   |                     | Maria Amalia di Sassonia               | Augusto III di Polonia                        |  |  |       |  |  |                       |  |  |                    |  |
|                                   |                     | Maria Amalia di Sassonia               | Augusto III di Polonia                        |  |  |       |  |  |                       |  |  |                    |  |
|                                   |                     | Maria Amalia di Sassonia               | Maria Giuseppa d'Austria                      |  |  |       |  |  |                       |  |  |                    |  |
| Maria Teresa di Borbone-Napoli    |                     | Maria Amalia di Sassonia               |                                               |  |  |       |  |  |                       |  |  |                    |  |
|                                   |                     | Francesco I di Lorena                  | Leopoldo di Lorena                            |  |  |       |  |  |                       |  |  |                    |  |
|                                   |                     | Francesco I di Lorena                  | Leopoldo di Lorena                            |  |  |       |  |  |                       |  |  |                    |  |
|                                   |                     | Francesco I di Lorena                  | Elisabetta Carlotta di Borbone-Orléans        |  |  |       |  |  |                       |  |  |                    |  |
| Maria Carolina d'Asburgo-Lorena   |                     | Francesco I di Lorena                  |                                               |  |  |       |  |  |                       |  |  |                    |  |
|                                   |                     | Maria Teresa d'Austria                 | Carlo VI d'Asburgo                            |  |  |       |  |  |                       |  |  |                    |  |
|                                   |                     | Maria Teresa d'Austria                 | Carlo VI d'Asburgo                            |  |  |       |  |  |                       |  |  |                    |  |
|                                   |                     | Maria Teresa d'Austria                 | Elisabetta Cristina di Brunswick-Wolfenbüttel |  |  |       |  |  |                       |  |  |                    |  |
|                                   |                     | Maria Teresa d'Austria                 |                                               |  |  |       |  |  |                       |  |  |                    |  |